# Tournefortia selleana
Tournefortia selleana är en strävbladig växtart som beskrevs av Ignatz Urban och Ekman. Tournefortia selleana ingår i släktet Tournefortia och familjen strävbladiga växter. Inga underarter finns listade i Catalogue of Life.